# غودوين ليو
غودوين ليو (بالإنجليزية: Goodwin Liu)‏ هو قاضي ومحامي أمريكي، ولد في 19 أكتوبر 1970 في أوغستا في الولايات المتحدة.

## وصلات خارجية
- غودوين ليو على موقع إن إن دي بي (الإنجليزية)